# Crkva Male Gospe u Tučepima
Crkva Male Gospe i groblje u Tučepima, zaštićeno kulturno dobro.

## Povijest
Datira iz 18. stoljeća. Crkva Male Gospe u Tučepima nalazi se na kraju mjesta na zaravni kaskadnog terena gdje je smještena uz srednjovjekovno i novovjekovno groblje. Do crkve se dolazi ograđenim stubištem u čije su zidove ugrađene spolije starije crkve koja je bila sagrađena na ovom mjestu. Crkva je jednobrodna građevina s pravokutnom apsidom. Pročelje je na jugozapadu, jednostavno oblikovano jednokrilnim vratima s klesanim dovratnicima i profiliranim nadvratnikom, četverolisnom rozetom i zvonikom na preslicu s dva zvona. Oko crkve nalazi se i srednjovjekovno groblje od kojeg je očuvano i prezentirano pet nadgrobnih ploča ukrašenih raznim reljefnim ukrasima.

## Zaštita
Pod oznakom Z-5095 crkva i groblje zavedeni su kao nepokretno kulturno dobro - pojedinačno, sakralna graditeljska baština, pravna statusa zaštićena kulturnog dobra.